# マリー゠エレーヌ・ブルース
マリー゠エレーヌ・ブルースは、フロイトの大義派に属するフランスの精神分析家。

## 著書
- « La psychose ordinaire à la lumière de la théorielacanienne du discourse », Quarto,2009

| スタブアイコン | サブスタブ | この項目は、まだ閲覧者の調べものの参照としては役立たない、人物に関連した書きかけの項目です。この項目を加筆・訂正などしてくださる協力者を求めています（P:人物伝/PJ:人物伝）。 |